# Aburra
Die Aburra-Stämme waren bis ins 16. Jahrhundert eine der größten Indianerstämme, die in Kolumbien, zwischen dem Río Magdalena und Río Cauca lebten. Nach der gewaltsamen Eroberung des Gebiets durch die Spanier zogen viele Indianer, im aussichtslosen Kampf, den  Suizid vor.
Heute gibt es noch Aburra-Stämme, jedoch ist die Anzahl der Aburra klein geblieben. Nach den Aburra ist das Aburrá Tal benannt.